# Véronique Jadin
Véronique Jadin (Bruselas) es una directora de cine belga.

## Trayectoria
Estudió lenguas y literaturas románicas en la Universidad Católica de Lovaina y ejerció varias profesiones en el cine llamando a las puertas de las productoras. Ha trabajado con Jacques Doillon, Olivier Smolders, Thierry Knauff, Pierre-Paul Renders y Frédéric Fonteyne, entre otros.
Tras una larga trayectoria como ayudante de dirección desde 2001 y varios cortos, entre ellos Comme des héros (2011) o Ingrid fait son cinéma (2013) en 2021 presenta su primer largometraje como directora, L'employée du mois(2021) coescrita con Nina Vanspranghe. Se trata de una comedia feminista que pone en evidencia la influencia del patriarcado en el mundo empresarial. "Una historia de empoderamiento, la de una mujer que se da cuenta de que puede tener poder sobre los acontecimientos", señala Jadin sobre la película. Las protagonistas se enfrentan a sesgos racistas y sexistas. El proyecto fue seleccionado por el Centre du Cinéma de la Fédération Wallonie Bruxelles y apoyado también por la RTBF y BeTV. La película fue seleccionada para el Festival de Tribeca y se estrenó en España en el Festival Internacional de Cine de Gijón 2022.
Véronique es además activista en la Association des réalisateurs de films y miembro fundadora de « Hors-Champ » para la defensa de los intereses de las profesiones cinematográficas.

## Filmografía
- En fanfare (2005)
- Le premier venu (2008)
- Sans rancune! (2009)
- Comme des héros (2011)
- Ingrid fait son cinéma (2013)
- On est loin d’avoir fini
- L'employée du mois (2021) largometraje